# Silie
Silie (kinesiska: 四烈乡, 四烈) är en socken i Kina. Den ligger i provinsen Sichuan, i den sydvästra delen av landet, omkring 250 kilometer söder om provinshuvudstaden Chengdu. Antalet invånare är 13 008. Befolkningen består av 6 214 kvinnor och 6 794 män. Barn under 15 år utgör 22,0 %, vuxna 15-64 år 65 %, och äldre över 65 år 11,0 %.
Genomsnittlig årsnederbörd är 1 329 millimeter. Den regnigaste månaden är juli, med i genomsnitt 290 mm nederbörd, och den torraste är januari, med 17 mm nederbörd.